# 쿠루마 사메조
쿠루마 사메조(일본어: 久留間 鮫造: 1893년(메이지 26년) 9월 24일-1982년(쇼와 57년) 10월 20일)는 일본의 경제학자다. 호세이대학 명예교수, 호세이대학 오하라사회문제연구소 소장을 역임했다. 전공은 마르크스 경제학으로, 『마르크스 경제학 렉시콘』의 편자로 유명하다. 릿쿄대학 명예교수 쿠루마 켄의 아버지다.
오카야마현 오카야마시에서 종이 도매상의 장남으로 태어났다. 가업을 계승하기를 원한 부모의 바람에 반하여, 오카야마현립 오카야마중학교, 제6고등학교를 거쳐 동경제국대학 법과대학 경제학과에 입학, 1개월 후 정치학과로 전과한다. 병으로 1년 휴학하고 졸업했다.
1918년 스미토모은행에 입사하지만, 자신이 하고 싶은 일이 아니라고 느꼈고, 또한 쌀 소동에서의 노동자계급의 힘에 충격을 받아 3개월 남짓만에 퇴사했다. 일단 본가로 귀향한 뒤 이듬해 2월 오하라사회문제연구소에 입소했다. 1920년부터 2년간 쿠시다 타미조와 함께 자료수집을 위한 유럽행을 명받고 쿠루마는 영국에서, 쿠시다는 독일에서 도서자료를 모았다. 1923년부터 3년간 도시샤대학에서 경제학사를 강의했다. 동시기 벌어지던 일본자본주의 논쟁에는 참여하지 않았다.
1945년 5월 공습으로 오하라사회문제연구소의 사무소・장서각이 전소했다. 전후 소장 타카노 이와사부로와 함께 연구소 재건을 위해 분주히 활동했다. 1946년 9월 오오우치 효에의 권유로 호세이대학 교수로 취임했다. 호세이대학에서는 경제학사를 담당했다. 1960년 호세이대학에서 경제학 박사학위를 취득했다. 1964년 퇴직하고 명예교수가 되었다.
말년에는 호세이와 릿쿄의 마르크스 경제학 연구자들을 모아 마르크스 사전인 『마르크스 경제학 렉시콘』을 만들었다.
겸임교수로서 아이치대학에서, 비상근강사로서 동경대학, 홋카이도대학, 가쿠슈인대학 등에서 경제학사를 강의했다.